# 광석초등학교 (전남)
광석초등학교는 대한민국 전라남도 진도군 임회면 삼막리에 있었던 공립 초등학교이다.

## 연혁
- 1935년 3월 31일 : 석교공립보통학교 부설 죽림간이학교 설립인가
- 1943년 3월 31일 : 석교동공립국민학교 승격, 삼막리 251번지로 이전
- 1943년 9월 15일 : 석교동공립국민학교 개교
- 1945년 9월 15일 : 석교동국민학교 인가
- 1951년 12월 5일 : 광석국민학교 개칭
- 2009년 2월 18일 : 제60회 졸업식, 폐교
- 2009년 3월 1일 : 석교초등학교 (전남)로 통합